# 편무역
편무역(片貿易)은 양국간의 수출입이 격심하게 균형을 잃어 수출 초과 혹은 수입 초과의 상태가 되는 것을 가리키는 단어이다. 본래의 의미는 어떤 나라가 수입만 하든가 혹은 수출만 하는 편협된 무역을 하고 있는 상태를 가리키는 것이다. 